# George Pollock (regizor)
George Pollock (n. 27 martie 1907, Leicester, Anglia, Regatul Unit al Marii Britanii și Irlandei – d. 22 decembrie 1979, Thanet, Anglia, Regatul Unit) a fost un regizor de film britanic, cunoscut mai ales pentru faptul că a adus-o pentru prima dată pe celebra Miss Marple (inventată de Agatha Christie) pe marele ecran, cu Margaret Rutherford în rolul principal.

## Viața și activitatea
Gerald Thomas Pollock s-a născut în Leicester, Anglia, în anul 1907. A început cariera profesională în industria filmului în 1936, ca asistent de regie. În anii 1940, a colaborat cu celebrul regizor David Lean la mai multe filme remarcabile, printre care Brief Encounter (1945), Great Expectations (1946) și Oliver Twist (1948).
Pollock și-a făcut debutul ca regizor cu filmul Stranger in Town în 1957, dar prima sa lucrare importantă ca regizor a fost Rooney din 1958.
Este cel mai bine cunoscut pentru că a adus pe marele ecran, pentru prima dată, personajul iconic al Agathei Christie, Miss Marple. Adaptarea sa, Murder She Said (1961), a fost urmată de alte trei filme cu Miss Marple: Murder at the Gallop (1963), Murder Most Foul (1964) și Murder Ahoy (1964), ultimul bazat pe un scenariu original. De asemenea, a regizat o adaptare a romanului Ten Little Indians (1965) de Agatha Christie.
Pe lângă activitatea sa în cinematografie, Pollock a contribuit și la televiziune, regizând episoade din seriale precum Interpol Calling, Zero One, Gideon's Way și Danger Man. Unul dintre ultimele sale roluri în industria filmului a fost ca responsabil cu efectele speciale pentru filmul emblematic al lui Stanley Kubrick, 2001: A Space Odyssey (1968).
Gerald Thomas Pollock a murit pe 22 decembrie 1979 în Thanet, Kent, la vârsta de 72 de ani.

## Filmografie

### Regizor
- 1957 Stranger in Town
- 1958 Rooney
- 1958 Sally's Irish Rogue
- 1959 Nu panicați băieți (Don't Panic Chaps!)
- 1959 Broth of a Boy
- 1960 And the Same to You
- 1961 Crimă a spus ea (Murder, She Said)
- 1962 Village of Daughters
- 1962 Kill or Cure (Kill or Cure)
- 1963 Crimă la galop sau Crimă la Gallop (Murder at the Gallop)
- 1964 Crimă în culise sau Crimă din cea mai josnică (Murder Most Foul)
- 1964 Crimă pe mare (Murder Ahoy!)
- 1965 Zece negri mititei (Ten Little Indians)